# Tomáš Kukol
Tomáš Kukol (* 9. srpna 1974) je bývalý český fotbalista, záložník.

## Fotbalová kariéra
Hrál za Bohemians Praha, FK Dukla Příbram, FK Teplice, FC Viktoria Plzeň a na Slovensku za FC Nitra. V české lize nastoupil celkem ve 131 utkáních a dal 8 gólů. V evropských pohárech nastoupil ve 3 utkáních.

## Ligová bilance
| Ročník                          | Zápasy | Góly | Klub              |
| ------------------------------- | ------ | ---- | ----------------- |
| 1. česká fotbalová liga 1994/95 | 5      | 0    | Bohemians Praha   |
| Gambrinus liga 1997/98          | 24     | 5    | Dukla Příbram     |
| Gambrinus liga 1998/99          | 14     | 0    | Dukla Příbram     |
| Gambrinus liga 1999/00          | 23     | 0    | FK Teplice        |
| Gambrinus liga 2000/01          | 22     | 1    | FK Teplice        |
| Gambrinus liga 2001/02          | 29     | 1    | FK Teplice        |
| Gambrinus liga 2002/03          | 2      | 0    | FK Teplice        |
| Gambrinus liga 2003/04          | 12     | 1    | FC Viktoria Plzeň |
| Corgoň liga 2005/06             | 12     | 0    | FC Nitra          |
| CELKEM                          | 143    | 8    |                   |